# Independent Days
Independent Days è un album raccolta della rock band svedese Backyard Babies.

## Tracce

### Disco 1
1. Look at You
2. Highlights
3. U.F.O. Romeo
4. (Is It) Still Alright to Smile?!
5. Eight-Balled
6. Made Me Madman
7. Let's Go to Hell
8. Babylon - (Feat. Ginger & DJ Champain)
9. Subculture Hero
10. Bombed (Out of My Mind)
11. Robber of Life
12. Backstabber
13. Get Dead
14. Spotlight the Sun
15. Powderhead
16. Hey, I'm Sorry
17. Ghetto You
18. Rocker - (Feat. Michael Monroe)

### Disco 2
1. Wireless Mind
2. Can't Find the Door
3. Gotta Go!
4. Ghetto You - (K.O. Sessions)
5. Made Me Madman - (Live)
6. Backstabber - (Live)
7. Highlights - (Live)
8. Look at You - (Live)
9. Stars - (Live)
10. Fill Up This Bad Machine - (Live)

Enhanced Video
1. Look at You
2. Highlights